# Solnečnyj
Solnečnyj (in russo Солнечный?) è un insediamento di tipo urbano della Russia, situato nel Territorio di Chabarovsk. È il centro amministrativo del distretto Solnečnyj.
La località si trova in una zona montagnosa, 38 km a nord-ovest di Komsomol'sk-na-Amure.